# فرنسيس ماكي
فرنسيس ماكي (بالإنجليزية: Francis McKee)‏ هو ناقد فني أيرلندي، ولد في 1960.